# Yélamos de Abajo
Yélamos de Abajo ist ein Ort und eine Gemeinde (municipio) mit 58 Einwohnern (Stand: 2024) im Südwesten der Provinz Guadalajara in der Autonomen Gemeinschaft Kastilien-La Mancha. 

## Lage und Klima
Yélamos de Abajo liegt in einer Höhe von ca. 915 m in der Kulturlandschaft der Alcarria. Die Entfernung zur westlich gelegenen Provinzhauptstadt Guadalajara beträgt etwa 27 Kilometer (Fahrtstrecke). Das Klima ist gemäßigt bis warm; Regen (569 mm/Jahr) fällt übers Jahr verteilt.

## Bevölkerungsentwicklung
| Jahr      | 1970 | 1981 | 1991 | 2001 | 2011 | 2021 |
| Einwohner | 166  | 148  | 106  | 96   | 69   | 62   |

## Sehenswürdigkeiten
- Marienkirche
- Marienkapelle